# Batalha de Palonegro
A Batalha de Palonegro foi uma batalha no Departamento de Santander da Colômbia, que durou de 11 a 26 de maio de 1900, nos primeiros dias da Guerra dos Mil Dias. O comandante geral dos exércitos liberais, Gabriel Vargas Santos, ordenou que suas tropas se retirassem para Palonegro, perto da cidade de Bucaramanga no departamento de Santander da Colômbia. Após a batalha, a guerra se intensificou e se tornou um dos conflitos mais brutais do início do século XX na América do Sul.

## Antecedentes
Após a vitória liberal na Batalha de Peralonso em 15 de dezembro de 1899, os liberais poderiam ter optado por marchar sem oposição sobre a capital, consolidando a derrota dos conservadores. O general Vargas Santos, comandante do exército liberal, considerou desonroso atacar o disperso exército do governo, e ordenou que suas tropas se deslocassem para Cúcuta, a muitos quilômetros do local da batalha.
Quando o general decidiu recomeçar a guerra em fevereiro, lutando contra mosquitos e febre, o novo exército conservador estava fresco e bem fornecido sob o comando do general Próspero Pinzón, e havia cortado todas as rotas de fuga.

## A batalha
Em 11 de maio de 1900, o avanço liberal chegou aos postos avançados da serra de Canta, entre Bucaramanga e Lebrija, iniciando a batalha mais longa da guerra. Quinze dias de combates intensos em uma frente de 26 quilômetros de trincheiras aconteceram nas colinas de Palonegro.
Após a batalha, os médicos que cuidaram dos feridos e mortos contaram histórias da brutalidade da batalha. Fontes estimam os mortos em 2 500, 1 500 liberais e 1 000 conservadores. A batalha terminou em 26 de maio, quando os liberais começaram a abandonar suas posições para recuar.

## Resultado
O general Vargas Santos inesperadamente optou por liderar suas tropas em segurança através da selva de Teorama. A partir daí, a guerra começou a se agravar, terminando com a derrota dos liberais.